# Saqqez
Saqqez (persisch سقز; kurdisch سەقز, Seqiz) ist eine Stadt in der iranischen Provinz Kurdistan. Die über 141.000 Einwohner sind größtenteils Kurden, die Sorani-Kurdisch sprechen.
Die Stadt liegt in 1493 Meter Höhe am nördlichen Ende des Zagros-Gebirges am Tschehel-Tscheschmeh am Fluss Zarriné-Rūd. Die Winter sind kalt und schneereich, die Sommer heiß und trocken. Saqqez gehört im Winter zu dem kältesten Städten Irans (bis −45 °C).
Die ersten Bewohner der Stadt waren die Meder und auch die Skythen (Saka), nach denen die Stadt benannt ist; damit wird die Gründung der Stadt auf etwa 1000 v. Chr. datiert. Zu den historisch bedeutenden Sehenswürdigkeiten gehören die archäologische Grabungsstätte von Ziwiye im Osten der Stadt, die auf skythische und früh-medische Periode zurückgeht; sowie die Karaftu-Höhle mit prähistorischen Spuren.

## Söhne und Töchter der Stadt
- Hamid Hassani (* 1968), Sprachwissenschaftler und Lexikograph
- Jina Mahsa Amini (1999–2022), Opfer von Polizeigewalt